# Actinochaetopteryx antennalis
Actinochaetopteryx antennalis là một loài ruồi trong họ Tachinidae.